# Volée de piafs
 (décembre 2024).
Volée de piafs - Trisk'ailes (connu sous le seul nom de Volée de piafs jusqu'en 2021) une association fondée en 2007 par Didier Masci et Marie Sillières, dont l’objet est de recueillir et soigner les oiseaux et mammifères terrestres et marins en détresse au sein d'un centre de sauvegarde de la faune sauvage basé à Languidic dans le Morbihan, en vue de leur réintroduction dans leur milieu naturel.

## Historique

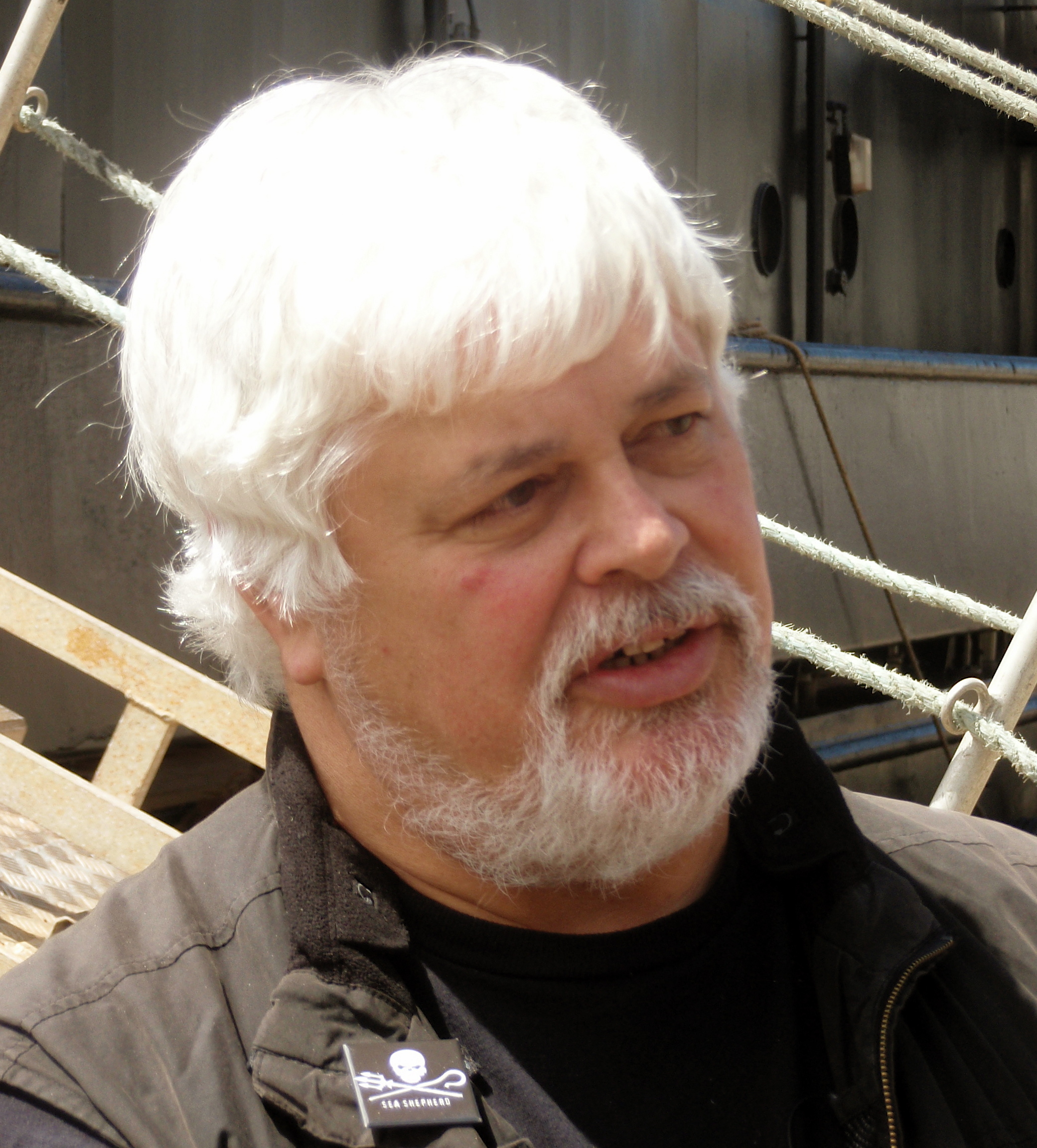
Paul Watson a visité Volée de piafs en mars 2016

### Création et développement
En décembre 1999, confronté à la détresse des oiseaux marins englués par le pétrole déversé lors du naufrage de l'Erika, Didier Masci, un artisan ébéniste, riverain du port d'Etel, réunit un groupe de volontaires, se charge de plusieurs milliers d’animaux en détresse sur les plages afin de les démazouter, et apprend ainsi les bases des soins aux animaux,. Après plusieurs autres expériences liées aux marées noires, Didier Masci et sa compagne investissent en 2007 leurs économies dans l'achat d'un terrain de 9 ha et la construction d’un centre de soins pour animaux à Languidic dans le Morbihan,. 
À son ouverture en juillet 2007, Volée de piafs se destine, comme son nom l'indique, à recueillir seulement les oiseaux. Une fois les certifications nécessaires obtenues, l'association étend rapidement son accueil à tous les animaux sauvages, petits et gros mammifères, y compris les animaux dits « nuisibles ». La volonté affichée est de ne pas faire de différence.
La capacité prévue de 400 animaux par an est dépassée dès la deuxième année et ne cesse d'augmenter : le millier est atteint en 2012, puis cela double en 2014. Il devient en quelques années l'un des plus grands centre de soins de la faune sauvage de France,.
En mars 2016, Volée de piafs reçoit la visite du militant écologiste Paul Watson, fondateur de Sea Shepherd, et son soutien sous la forme d'un don de 5 000 €,. Cette année-là, le centre recense plus de 3 000 admissions. 
En février 2017, le centre est toutefois contraint de ne plus recevoir de nouveaux pensionnaires pendant un temps, débordé par l'affluence des animaux et manquant surtout de moyens financiers et humains. Cette nouvelle, qui trouve un écho dans les médias régionaux et nationaux,, , crée l'émotion parmi la population qui se mobilise. Philippe Noguès, député de la circonscription, en vient même à interpeler Ségolène Royal, ministère de l'Environnement, et François Hollande, président de la République. L'année suivante, Benoît Hamon visite les lieux et déplore qu'« une structure comme celle-là soit aussi peu soutenue » en Bretagne. 
En 2019, la capacité d'accueil est une nouvelle fois dépassée. Volée de piafs décide pour « assurer la qualité des soins » de ne plus faire appel aux rapatrieurs, ces bénévoles qui récupèrent les animaux, parfois à plusieurs kilomètres, et qui les transfèrent ensuite au centre. En mars, à la suite du naufrage du cargo Grande America au large de La Rochelle, Volée de Piaf se prépare à recueillir et soigner des oiseaux mazoutés mais déplore le manque de centres de formation et de moyens alloués au matériel de nettoyage,.

### Scission
À la suite de l'élection d'un nouveau conseil d'administration en 2020, de graves tensions concernant l'évolution et le devenir du site poussent le fondateur Didier Masci à démissionner. Céline Vacher prend la présidence de l'association. Le 29 mars 2021, en raison de désaccords, Didier Masci, qui reste capacitaire et propriétaire du site, et l’association gestionnaire font scission ; Volée de piafs suspend ses accueils d’animaux jusqu'à nouvel ordre. Le premier reproche à la nouvelle équipe d'avoir « tout démoli », celle-ci se défend en pointant du doigt les insuffisances de la structure et de l'organisation. Le projet est approuvé par les adhérents lors de l'assemblée extraordinaire en avril 2021, ce qui permet à l'association de se lancer dans le recherche d'un nouveau lieu car elle doit quitter le site de Saint-Léon. 
En parallèle, une nouvelle association, « Protection et Intervention pour les Animaux de la Faune Sauvage » (PIAFS), est créée le 3 avril 2021 par un noyau dur de sympathisants rassemblés autour de Didier Masci sur le site historique. Cela permet de poursuivre l'accueil des animaux,,.

### Nouveau départ
Le changement d'identité visuelle en juin 2021 ouvre une campagne de financement en vue d'acquérir un nouveau terrain et de démarrer les premiers aménagements,.

## Fonctionnement
La mission du centre commence souvent par un appel téléphonique venant de n’importe où en Bretagne, au sujet d'un animal blessé, Volée de piafs conseille alors la personne pour les premiers gestes à effectuer. Une fois l’animal arrivé au centre, il est examiné pour déterminer de quoi il souffre, puis il est réhydraté, soigné, et si nécessaire, les vétérinaires réalisent radiographies et opération chirurgicales. Enfin, l'animal est finalement relâché dans son milieu naturel, parfois après une longue convalescence. En haute saison, de juin à septembre, le centre accueille entre 20 et 50 nouveaux pensionnaires par jour.
En 2019, Volée de piafs fonctionne avec trois salariés, des soigneurs, sept volontaires en service civique sur l'année et plusieurs dizaines de bénévoles, totalisant 15 500 heures de bénévolat en 2018, soit l'équivalent de la présence de douze salariés. Le centre est agréé au titre de la protection de l’environnement au niveau régional depuis 2014, c'est l’un des trois centres de soins bretons, et le seul de la région habilité à recevoir à la fois des oiseaux marins et continentaux, des mammifères et des chiroptères.

## Les animaux

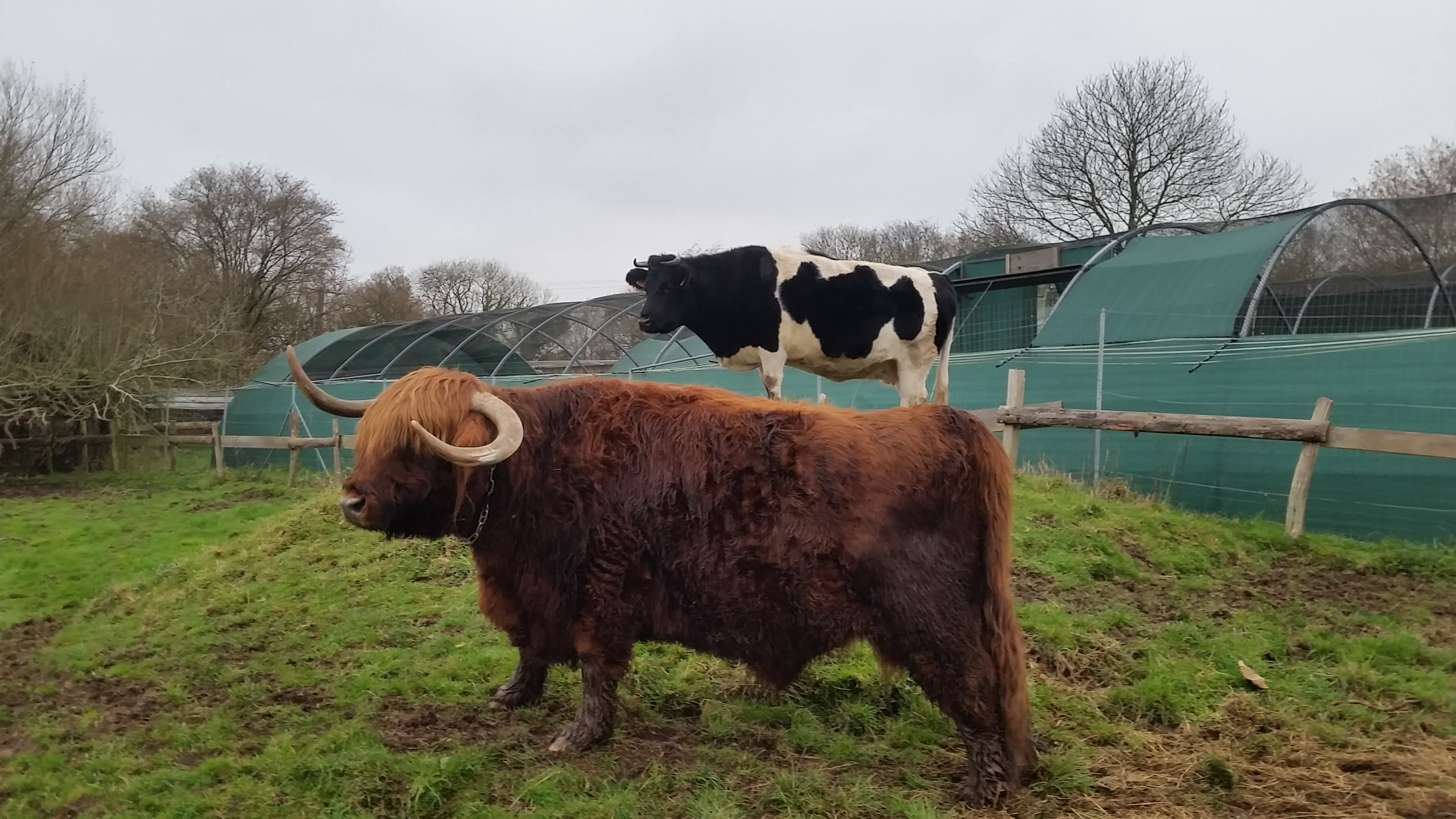
Derrière ces deux pensionnaires permanents, une des grandes volières du centre, à Languidic, en décembre 2018.

En 2016, pas moins de 3 000 animaux de 200 espèces différentes, parmi lesquels rapaces, oiseaux nocturnes, oiseaux marins, chevreuils, hérissons, lièvres, trouvent refuge dans le centre,.  
En 2017, ce dernier accueille 3 030 animaux de 112 espèces : 288 hérissons, 717 goélands, 261 chouettes, mais aussi cinq phoques, des loutres, chauves-souris et veaux marins.  
En 2018, 3 532 animaux sont accueillis, dont 879 proviennent du Finistère, deuxième zone de découverte d’animaux, après le Morbihan (2 342 animaux). La plupart des oiseaux (environ 70%) sont victimes de comportements de l'homme,. 80 % des animaux soignés sont relâchés, tandis que l'état d'une partie des animaux ne permet pas de les maintenir en vie.
En 2019, l'association recueille 4039 animaux. 

## Autres activités
Au-delà des soins donnés aux animaux, Volée de piafs mène également des actions de sensibilisation à la préservation de l’environnement et participe au programme Pupipo, programme de sciences participatives dédié à l’étude de mouches plates hématophages qui vivent sur les oiseaux. En tant que « sentinelle sanitaire », elle participe également à la surveillance épidémio-sanitaire de la faune en liaison avec la Direction départementale de la protection des populations et pratique aussi la reprise de bagues sur les animaux, en coordination avec Bretagne vivante et le Muséum national d’histoire naturelle.

## Financement
60 % du financement de Volée de piafs provient des cotisations des adhérents à l'association et de donations, 20 % de subventions de l’État (Région Bretagne, Ministère de la Transition écologique, Département et les communes), le reste du budget est complété par les dons de fondations, le mécénat et les campagnes de financement participatif,,.
Depuis 2019, l’association Volée de piafs est membre du 1% pour la planète, un réseau international d’entreprises, d’associations et d’individus engagés en faveur de la protection de l’environnement; ce qui lui permet d’être soutenue par les philanthropes membres du mouvement et de diversifier ainsi ses sources de financement.

## Identité visuelle
Le premier logo qui représente un étourneau, une espèce très souvent considérée comme nuisible, reflète la volonté de ses fondateurs d’accueillir et de soigner toutes les espèces sans distinction.

En juin 2021, l'association décide de changer d'identité visuelle pour marquer le nouveau départ. Le choix est fait « de mettre en avant des espèces peu représentées sur les logos et qui, pourtant, font partie des plus courantes parmi les sollicitations des particuliers et dans les centres de soins français. Il s’agit d’un lièvre, d’un héron et d’un merle. Tous trois s’échappent du cercle, chacun de son côté, à l’image d’un relâché d’animaux soignés en centre de soins. ». 

Ancien logo.
Logo de l'association depuis juin 2021.